# Bisdom Niigata
Het Bisdom Niigata (Latijn: Dioecesis Niigataensis, Japans: カトリック新潟教区, katorikku Niigata kyōku) is een in Japan gelegen rooms-katholiek bisdom met zetel in de stad Niigata. Het bisdom behoort tot de kerkprovincie Tokio, en is, samen met de bisdommen Saitama, Sapporo, Sendai en Yokohama suffragaan aan het aartsbisdom Tokio.
Het bisdom omvat de prefecturen Niigata, Yamagata en Akita op het eiland Honshu.

## Geschiedenis
Paus Pius X richtte op 13 augustus 1912 de Apostolische prefectuur Niigata op uit delen van het bisdom Hakodate. Op 18 februari werd een deel van het gebied afgestaan aan de nieuw opgerichte apostolische prefectuur Nagoya. Met de apostolische constitutie Sicut provido werd Niigata op 16 april 1962 tot bisdom verheven.

## Bisschoppen van Niigata

### Apostolische prefecten
- 1912-1926: Joseph Reiners SVD (vervolgens apostolische prefect van Nagoya)
- 1926-1941: Anton Ceská SVD (overleden)
- 1941-1953: Peter Magoshiro Matsuoka (teruggetreden)
- 1953-1961: John Baptist Tokisuke Noda (overleden)

### Bisschoppen
- 1962-1985: Johannes Shojiro Ito (emeritaat)
- 1985-2004: Francis Keiichi Sato OFM (emeritaat)
- 2004-heden: Tarcisio Isao Kikuchi SVD

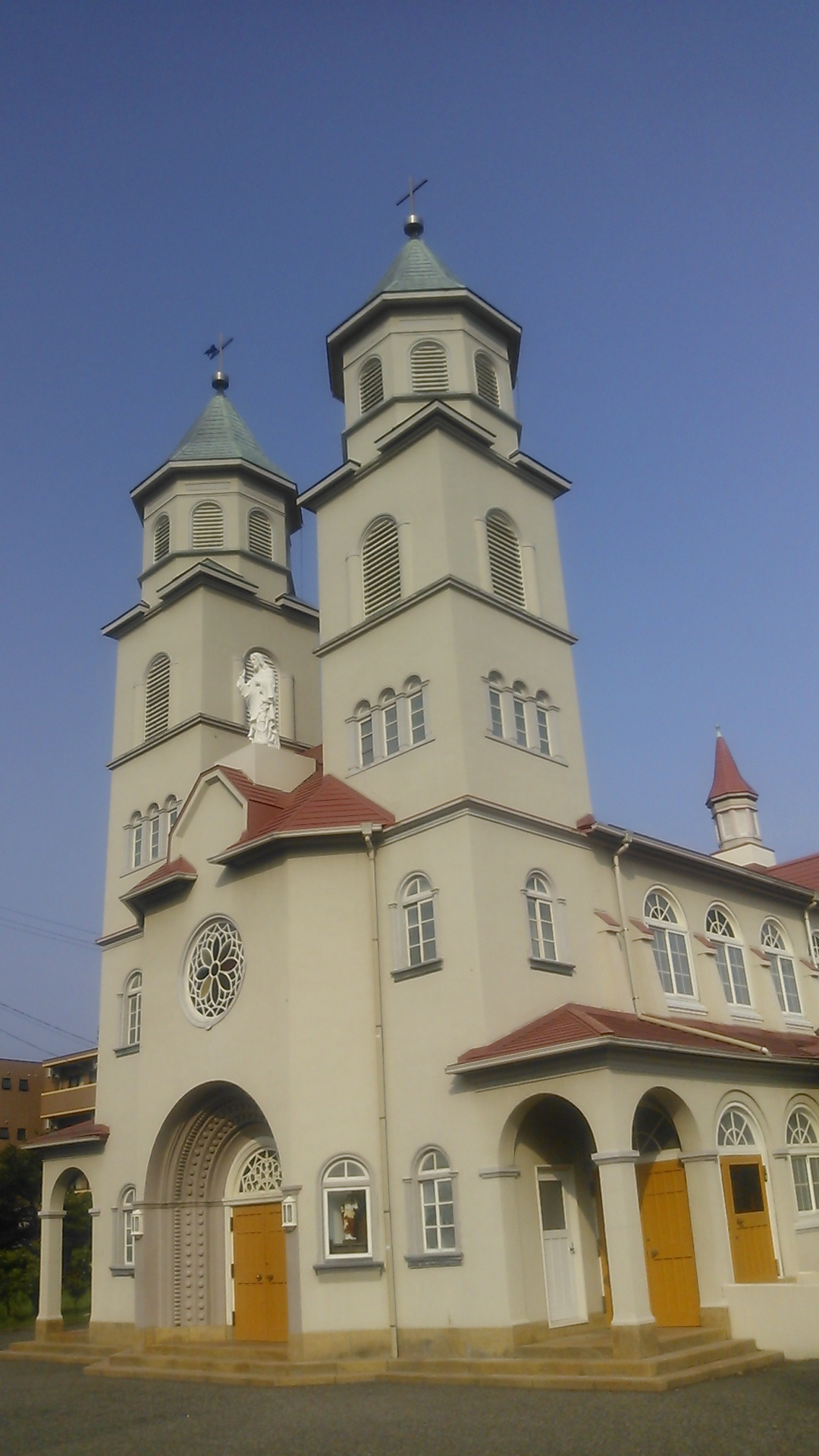
Kathedraal van Niigata